# Fronteira Kosovo–Macedónia do Norte

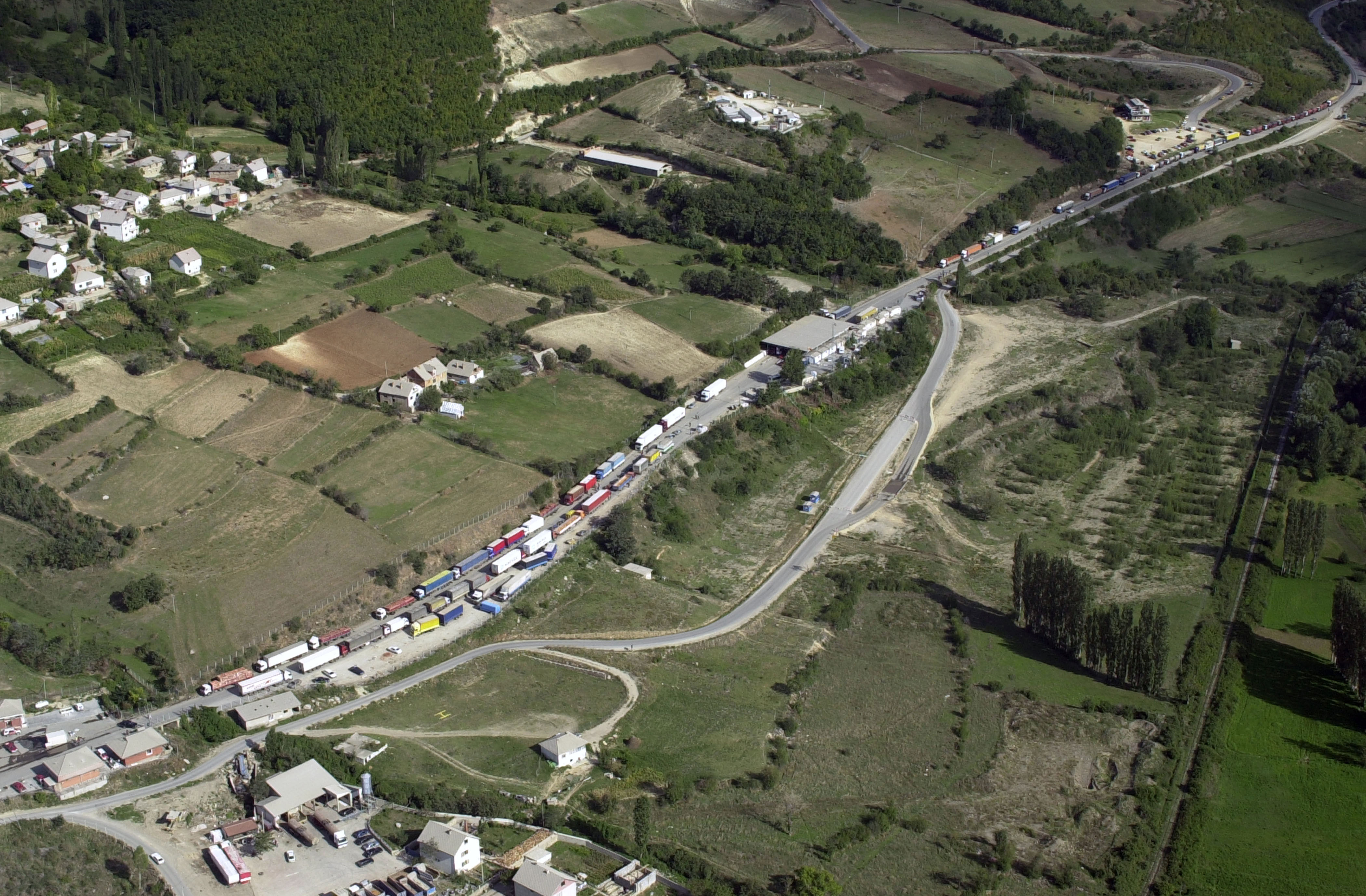
Passagem de fronteira mais importante entre os dois países.

A fronteira entre Kosovo e Macedônia do Norte é uma linha de 159 km de extensão que separa o sudeste de Kosovo do noroeste da Macedônia do Norte.
A partir da tríplice fronteira Kosovo-Sérvia-Macedônia do Norte (próximo a Presevo, Sérvia), vai numa linha sinuosa em cerca de  20% de sua extensão rumo sudoeste até o rio Lepenec. Daí o trajeto é de 10% da extensão total rumo noroeste, até as proximidades de Strpce, Kosovo. O trecho seguinte, 30% da extensão total é na direção sudoeste, depois mais 35% na direção sul, até o extremo sul de Kosovo, no rio Radika. Essa fronteira se completa num curto (5%) trecho sinuoso rumo oeste até a tríplice fronteira Kosovo-Macedônia do Norte-Albânia
Essa fronteira passou a ser considerada como  existente com o reconhecimento pelo Tribunal Internacional de Justiça  (ONU) de Haia da independência do Kosovo do domínio da Sérvia em julho de 2010.

## História
A fronteira remonta à fundação da República Socialista da Macedônia após a Segunda Guerra Mundial. Formava a fronteira entre as repúblicas da Sérvia (Província Autônoma de Kosovo e Metohija) e a Macedônia. A Macedônia tornou-se independente em 1991, no entanto, a fronteira permaneceu instável. Durante a Guerra do Kosovo, o governo da República da Macedônia viu-se obrigado a fechar a fronteira com a província de Kosovo devido ao fluxo de refugiados kosovares. Durante a insurreição albanesa na Macedônia em 2001, as fronteiras seriam fechadas novamente em várias ocasiões visando impedir a passagem dos guerrilheiros albaneses do Exército de Libertação Nacional. 
Em 2008, Kosovo separou-se da Sérvia. Até agora, a secessão do Kosovo não foi reconhecida pela Sérvia e apenas parcialmente reconhecida por outros países. A qualidade constitucional desta fronteira é, portanto, contestada.